# Monia et Rama
Monia et Rama est une série télévisée burkinabè réalisée par Apolline Traoré, sortie en 2002 et produit par NDK Production et Les Films Selmon. 

## Synopsis
Monia et Rama, deux amies inséparables, voient leur relation se briser à cause de Chérif, un jeune homme séduisant et volage. Ce dernier séduit les deux jeunes femmes à leur insu. Prévenue par Aline, une amie d’enfance, Monia découvre la vérité, mais Rama épouse malgré tout Chérif. Le mariage se termine par un abandon lorsque Chérif apprend la stérilité de Rama. Monia tombe ensuite enceinte de lui et s’installe à ses côtés, mais elle subit de nombreuses violences. Incapable de supporter les souffrances de son amie, Rama assassine Chérif. Monia décide alors d’endosser la responsabilité du meurtre et se livre à la justice. Après sa sortie de prison, le testament de Chérif désigne les deux amies et leurs enfants comme héritiers.
Selon Apolline Traoré, la réalisatrice, cette série montre « à quel point l’orgueil empêche la résolution d’un malentendu, et comment il peut détruire une amitié », tout en rappelant que « l’amour et l’amitié restent toujours plus forts que le désespoir et la haine ».

## Fiche technique
- Titre : Monia et Rama
- Réalisatrice / Scénariste : Apolline Traoré
- Production : NDK Production / Les Films Selmon
- Support : Bêta numérique
- Directeur de la photographie : Barrau Daniel
- Montage : Ganafé Mofédog-na Bède Modeste
- Genre: Comédie dramatique
- Épisodes: 20[2]
- Durée: 20 minutes

## Distribution
- Rasmané Ouédraogo
- Jeanne d’Arc Yaméogo
- Désiré Yaméogo
- Aïssey Laty Traoré[3]
- Amélie Mbaye (dans le rôle d’Aline)
- Edgar Moné

## Diffusion
Le film est diffusé sur RFO, CFI et sur des télévisions francophones africaines. 